# Blocboy JB
BlocBoy JB (* 19. Mai 1996 in Memphis, Tennessee; bürgerlich James Baker) ist ein US-amerikanischer Rapper und Songwriter. Bekanntheit erlangte er für seinen Song Look Alive zusammen mit Drake.

## Kindheit
James Baker wurde am 19. Mai 1996 in Memphis, Tennessee geboren. Er wuchs bei seiner alleinerziehenden Mutter in Tennessee auf. Der Name James kommt von seinem Vater, der momentan eine 25-jährige Haftstrafe verbüßt. 2008, als Baker 12 Jahre alt war, brach sein Vater aus dem Gefängnis aus um ihn für eine kurze Zeit zu sehen. Im Alter von 14 Jahren kam Baker mit den Grape Street Watts Crips in Verbindung, eine Gang die eigentlich aus Los Angeles, Kalifornien kommt. 2012 wurde er zu einer einmonatigen Gefängnisstrafe verurteilt, da er einen Einbruch begangen hat. Einen Teil seiner Strafe saß er im Hausarrest ab. Im Nachhinein erklärte Baker, dass seine Tat dumm war, da er beim Einbruch schlampig gearbeitet hat und keine Maske trug. Im selben Alter machte er die ersten Schritte in der Musik und zog kurze Zeit später in einen nördlichen Stadtteil von Memphis, wo er Tay Keith, dem Produzenten von seinem erfolgreichsten Song Look Alive, kennengelernt hat.

## Musikkarriere
2012 veröffentlichte BlocBoy JB erstmals seine Musik auf SoundCloud. Sein Mixtape Who Am I erschien 2016. Es enthielt das Lied No Chorus Pt. 6 was damals mit über zwei Millionen Aufrufen sein größter Erfolg war. Im Sommer 2017 erschien die Tracks Shoot und Anfang 2018 Rover, die beide viral gingen. Durch die ansteigende Popularität von BlocBoy JB wurde Drake auf ihn aufmerksam, der zuerst eigentlich Rover remixen wollte. Am Ende kam es zu einer Kollaboration, wodurch Look Alive entstanden ist. Nach dieser Zusammenarbeit gingen Gerüchte herum, dass er sich dem Label von Drake OVO Sound anschließt, was jedoch nicht geschah. Das Lied erreichte Platz 5 in den Billboard 100 Charts. Durch die Kollaboration schaffte BlocBoy JB den musikalischen Durchbruch und verschaffte sich einen Namen auch bei anderen, ähnlich großen Künstlern wie ASAP Rocky, Lil Pump, YG und 21 Savage.
Im Juni 2018 wurde er vom XXL Magazin zur Freshman Class nominiert.

## Diskografie
Studioalben
- 2020: FatBoy

Mixtapes
- 2016: Who Am I
- 2016: Grape Juice
- 2016: Who Am I 2
- 2017: Loco
- 2017: Who Am I 3
- 2017: The Purple M&M
- 2018: Simi
- 2018: Look Alive
- 2019: I Am Me
- 2022: Bacc 2 Da Bloc